# European Computer Driving Licence

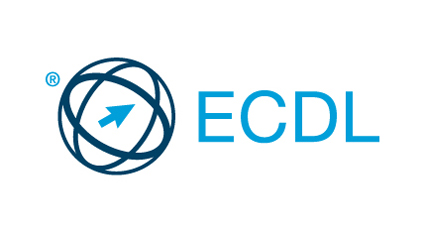
Az ECDL logója

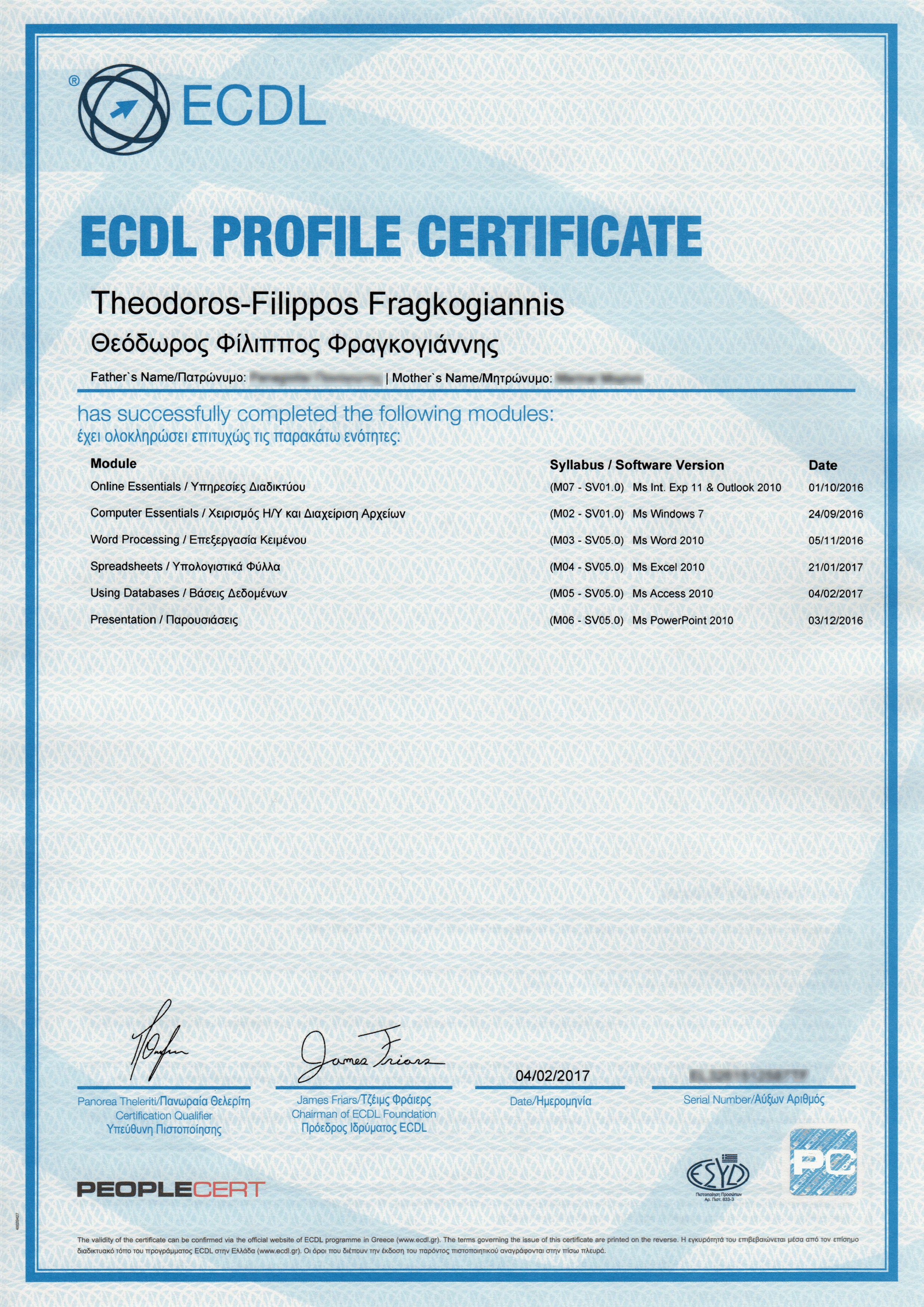
Görögországban 2017 februárjában kiadott ECDL Profile tanúsítvány.

Az European Computer Driving Licence (ECDL) az Európai Unió által támogatott, egységes európai számítógép-használói jogosítvány, amely nem elsősorban az informatikai, hanem a felhasználói ismereteket, az informatikai írástudás meglétét hivatott igazolni.
Az ECDL célja az informatikai írástudás elterjesztése, és annak elősegítése, hogy minél több ember az Információs Társadalom teljes értékű tagjává válhasson. Az ECDL rendszer magyarországi jogtulajdonosa a Neumann János Számítógép-tudományi Társaság.
Az ECDL moduljai:
- IKT alapismeretek;
- operációs rendszerek;
- szövegszerkesztés;
- táblázatkezelés;
- adatbázis-kezelés;
- prezentáció;
- információ és kommunikáció;
- képszerkesztés;
- webkezdő.

A vizsgákat az első sikeres vizsga teljesítésétől számított 2 éven belül kell letenni.

## Külső hivatkozások
- Magyar oldal
- Nemzetközi oldal Archiválva 2006. június 23-i dátummal a Wayback Machine-ben